# Bosporus Planum
Bosporos Planum es una meseta alta (planum) ubicada en el cuadrángulo de Thaumasia en el hemisferio sur del planeta Marte. Tiene unos 730 km de largo que se extiende de suroeste a noreste. Anteriormente llamado Erythraeum Planum, fue renombrado a su nombre actual en 1979. Su nombre deriva de una de las características de albedo en Marte observadas por los primeros astrónomos, llamada así por el Estrecho del Bósforo.